# 日蓮宗
日蓮宗（にちれんしゅう）は、

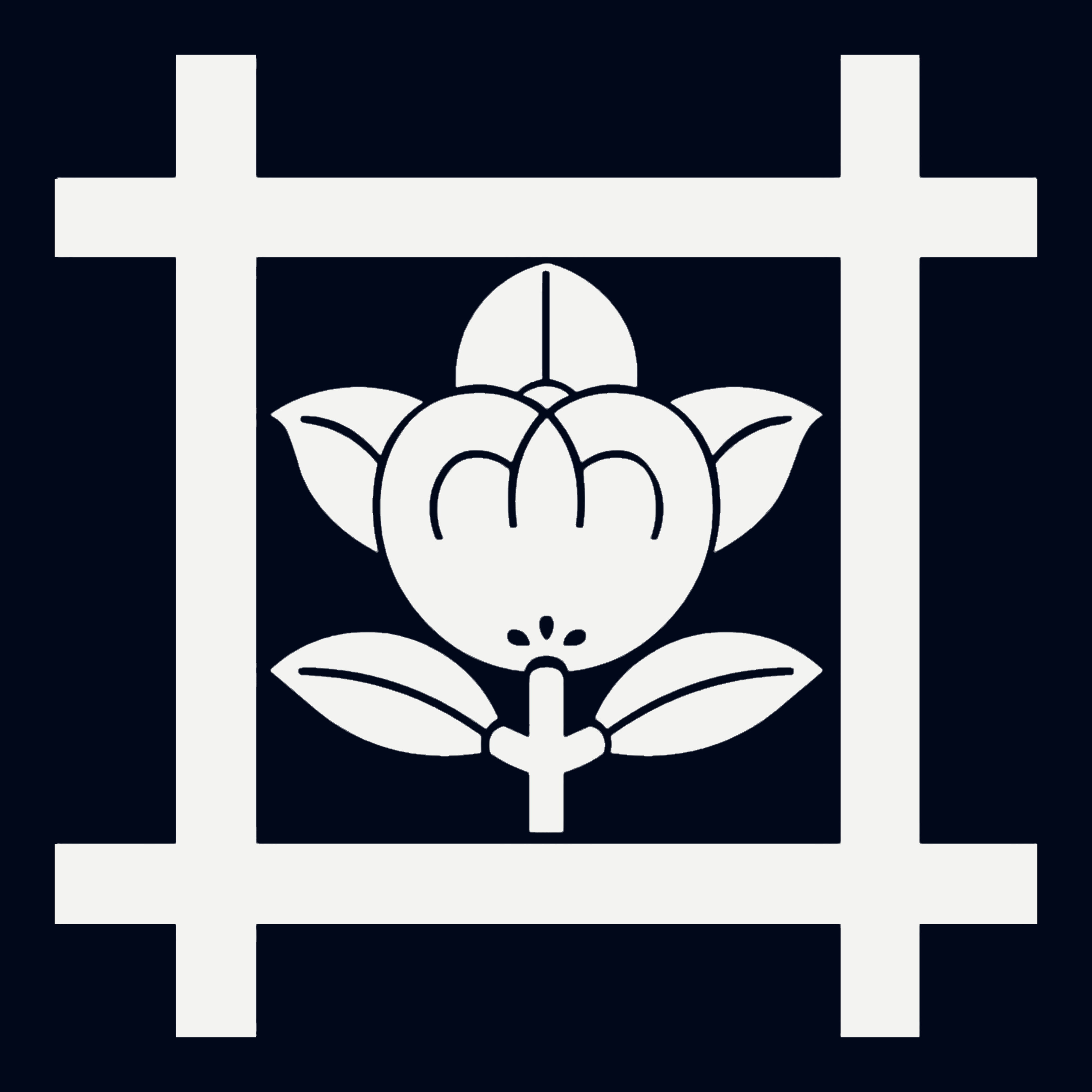
日蓮宗の宗紋。

1. 日本仏教の宗旨の一つ。法華宗とも称する。鎌倉時代中期に日蓮によって興され[注釈 1]、かつては（天台法華宗に対し）日蓮法華宗とも称した[1]。

1. 日本仏教の宗派の一つ。
  1. 1872年（明治5年）、政策「一宗一管長」制に基づいて合同した日蓮門下の全門流の宗号。1874年（明治7年）、日蓮宗一致派と日蓮宗勝劣派に分かれ解散[2]。
  2. 1876年（明治9年）、日蓮宗一致派が公称を許された宗号[3][4][5][6]。1941年（昭和16年）、三派合同により解散[7][8][9]。
  3. 1941年（昭和16年）、三派合同により成立した現行の「宗教法人・日蓮宗」[7][8][9]。身延山久遠寺を総本山とする。現在[いつ?]国内に5300を越える寺院がある。

## 宗旨・日蓮宗の概要
本節では、鎌倉仏教の宗旨日蓮宗/法華宗（≠宗教法人日蓮宗）の宗祖日蓮の教えの大要を紹介する。

### 教学と教義
日蓮が説いた本尊(大曼荼羅)・題目・戒壇を三大秘法として、諸経の王と位置付けられる経典、妙法蓮華経（法華経）を釈迦の本懐にして最高無上としている。題目（南無妙法蓮華経）を唱えること（唱題）を重視している。「南無妙法蓮華経」とは「妙法蓮華経（法華経）に帰依する」の意であり、「題目」は経典の表題を唱えることに由来する。
開祖である日蓮の主要著作『立正安国論』のタイトルから類推して、国家主義的（ナショナリズム）傾向の強い教えと見る者がいる。

#### 日蓮に対する天台教学の影響
日蓮は、天台の教観二門(教相門・止観門)を教学の大綱とし、
- 妙法蓮華経（法華経）に対しては天台智顗の本迹分文により、方便品の開権顕実、寿量品の開近顕遠を二門の教意とする。
- 二乗作仏と久遠実成を妙法蓮華経（法華経）の二箇の大事とする。

などは天台教学を踏襲するとともに、「妙法蓮華経（法華経）の行者」としての自覚と末法観を基調とした独自性を示した。しかし、日蓮の時代は末法であり、天台宗の宗祖の説いた法華経には衆生を救う力がないとされ、南無妙法蓮華経こそが肝心であるとされる。
よく混同されるが、今日の宗教法人日蓮宗は身延山久遠寺を中心とする本迹一致派であり、大石寺を中心とする日蓮正宗及び日蓮正宗系新宗教の創価学会や冨士大石寺顕正会は本迹勝劣派に属し、全く別の系統である。創価学会とは小樽問答を越えて、無関係であり交流はない。

#### 末法観と法華経
日蓮は、鎌倉仏教の他の祖師たちと同様、鎌倉時代をすでに末法に入っている時代とみなしており、阿弥陀信仰、禅、密教の盛行によって邪法が広がっていると考えた。
そして、法華経を、滅後末法の世に向けて説かれた経典とみなし、とりわけ「如来寿量品」を、在世の衆生に対してではなく、滅度後の衆生の救済を目的として説かれたものとみなした。そして法華経に説かれた
1. 久遠本仏の常住
2. 遣使還告の譬
3. 勧持品二十行の偈文

等を「末法悪世の相」を説いたものとみなした。そして当時の現実の世相（鎌倉幕府内部の権力闘争、天変地異、元寇）を、日本において法華経が蔑ろにされてきた結果とみなした。
日蓮にとっては「末法における顛倒の衆生」・「末法重病の衆生」を済度しうる唯一最勝の良薬は「法華経」のみであった。「真言亡国・禅天魔・念仏無間・律国賊」と激しく他宗を攻撃する「四箇格言」は、法華経のみが末法において衆生を救済する唯一の教義であり、他の教えは、かえって衆生を救済から遠ざけてしまう、という確信に基づくものであった。

#### 五綱教判
法華経を唯一の正法であり、時間と空間を超越した絶対の真理とした日蓮は、教・機・時・国・序のいずれにおいても法華経が至高であるとする「五綱の教判」を立てた。つまり、「教」（教え）においては、法華経のうち前半14章を迹門、後半14章を本門とし、本門こそ人びとを救済する法華経であるとし、「機」（素質能力）においては、末法に生きて素質や能力の低下した人間にふさわしい教義は法華経であり、「時」は末法であることから法華経が正法とされ、「国」は大乗仏教の流布した日本国にふさわしいのはやはり法華経、「序」（順序）は最後に流布するのは法華経本門の教えであるとした。
「五綱の教判」のなかで、信仰における重要な契機として「時」（末法の世である現在）・「国」（日本国）を掲げるあり方から、今日でも、日蓮宗系の各宗派においては、他の宗派にはあまりみられない政治問題への積極的な関わりがみられる。

#### 日蓮の一念三千
日蓮は、天台教学を「迹門の妙法蓮華経（法華経）」であり「理の一念三千」と呼んで、その思弁性・観念性を批判し、自らの教義を本門として「事の一念三千」を説き、実践的・宗教的であらねばならないとした。日蓮はまた、法（真理）をよりどころとすべきであって、人（権力）をよりどころとしてはならないと説いた。さらに、仏法と王法が一致する王仏冥合を理想とし、正しい法にもとづかなければ、正しい政治はおこなわれないと主張したのである。また、王法（政治）の主体を天皇とし、天皇であっても仏法に背けば仏罰をこうむるとし、宗教上での天皇の権威を一切否認する仏法絶対の立場に立った。

### 分派
思想面(本仏の位置付け、妙法蓮華経の解釈)から、次のような分派(門流)が成立した。
```
[[日蓮]] ┬ [[日昭]]門流（浜門流） --------------- 日蓮宗 ＝＝＝＝＝＝＝＝＝＝＝＝＝ 釈尊本仏、[[一致派]]<ref name="FOOTNOTE日蓮宗事典刊行委員会198120a">[[#CITEREF日蓮宗事典刊行委員会1981|日蓮宗事典刊行委員会 1981]], p. 20a-日蓮宗が一致派であると記載しているが、日蓮本仏論には言及していない。</ref>
　　├[[日朗]]門流（[[妙本寺|比企谷門流]]・[[池上本門寺|池上門流]]） - 日蓮宗 ＝＝＝＝＝＝＝＝＝＝＝＝＝ 釈尊本仏、一致派<ref name="FOOTNOTE金岡秀友1979199a">[[#CITEREF金岡秀友1979|金岡秀友 1979]], p. 199a-日朗門流が一致派であるとしているが、日蓮本仏論には言及していない。</ref><ref name="FOOTNOTE日蓮宗事典刊行委員会198120a">[[#CITEREF日蓮宗事典刊行委員会1981|日蓮宗事典刊行委員会 1981]], p. 20a-日蓮宗が一致派であると記載しているが、日蓮本仏論には言及していない。</ref>
　　│├[[日像]]門流（[[妙顕寺 (京都市)|四条門流]]） ----------- 日蓮宗 ＝＝＝＝＝＝＝＝＝＝＝＝＝ 釈尊本仏、一致派<ref name="FOOTNOTE日蓮宗事典刊行委員会198120a">[[#CITEREF日蓮宗事典刊行委員会1981|日蓮宗事典刊行委員会 1981]], p. 20a-日蓮宗が一致派であると記載しているが、日蓮本仏論には言及していない。</ref>
　　││├[[日隆]]門流　-------------------　[[法華宗本門流|法華宗(本門流)]]、[[本門法華宗]]＝＝＝釈尊本仏、勝劣派<ref name="FOOTNOTE金岡秀友1979192,_199">[[#CITEREF金岡秀友1979|金岡秀友 1979]], pp. 192, 199-日隆門流が勝劣派であると記載しているが、日蓮本仏論には言及していない。</ref><ref name="FOOTNOTE斎藤昭俊1988451a">[[#CITEREF斎藤昭俊1988|斎藤昭俊 1988]], p. 451a-ただし、日隆門流が勝劣派であると記載しているが、日蓮本仏論には言及していない。</ref><ref name="FOOTNOTE日蓮宗事典刊行委員会198120b">[[#CITEREF日蓮宗事典刊行委員会1981|日蓮宗事典刊行委員会 1981]], p. 20b-日隆門流が勝劣派であると記載しているが、日蓮本仏論には言及していない。</ref>
　　││├[[日真]]門流　-------------------　[[法華宗真門流|法華宗(真門流)]]　＝＝＝＝＝＝＝＝＝　釈尊本仏、勝劣派<ref name="FOOTNOTE金岡秀友1979199,_230">[[#CITEREF金岡秀友1979|金岡秀友 1979]], pp. 199, 230-日真門流が勝劣派であると記載しているが、日蓮本仏論には言及していない。</ref><ref name="FOOTNOTE日蓮宗事典刊行委員会198120c">[[#CITEREF日蓮宗事典刊行委員会1981|日蓮宗事典刊行委員会 1981]], p. 20c-ただし、日真門流が勝劣派であると記載しているが、日蓮本仏論には言及していない。</ref>
　　││└[[日奥]]門流-------------------[[不受不施派]]、[[不受不施日蓮講門宗]]＝釈尊本仏、勝劣派<ref name="FOOTNOTE金岡秀友1979199b">[[#CITEREF金岡秀友1979|金岡秀友 1979]], p. 199b-不受不施派、不受不施講門派が勝劣派であると記載しているが、日蓮本仏論には言及していない。</ref><ref group="注釈">{{harv | 日蓮宗事典刊行委員会 | 1981 | p = 20 }}や{{harv | 創価学会教学部 | 1968 | p = 146 }}には、一致とある。</ref>
　　│└[[日静]]門流([[本圀寺|六条門流]])-----------日蓮宗＝＝＝＝＝＝＝＝＝＝＝＝＝釈尊本仏、一致派<ref name="FOOTNOTE日蓮宗事典刊行委員会198120a">[[#CITEREF日蓮宗事典刊行委員会1981|日蓮宗事典刊行委員会 1981]], p. 20a-日蓮宗が一致派であると記載しているが、日蓮本仏論には言及していない。</ref>
　　│　└[[日陣]]門流　-------------------　[[法華宗陣門流|法華宗(陣門流)]]　＝＝＝＝＝＝＝＝＝　釈尊本仏、勝劣派<ref name="FOOTNOTE金岡秀友1979191,_199a">[[#CITEREF金岡秀友1979|金岡秀友 1979]], pp. 191, 199a-日陣門流が勝劣派であると記載しているが、日蓮本仏論には言及していない。</ref><ref name="FOOTNOTE日蓮宗事典刊行委員会198120d">[[#CITEREF日蓮宗事典刊行委員会1981|日蓮宗事典刊行委員会 1981]], p. 20d-ただし、日陣門流が勝劣派であることのみ。</ref>
　　├[[日興]]門流（[[富士門流]]）<ref group="注釈">小泉久遠寺（日蓮宗）、北山本門寺（日蓮宗）、洛中三条要法寺（日蓮本宗）は、日蓮本仏はあくまで富士門流派祖滅後に権力闘争や派閥原理主義から派生した異流教学であると退け、派祖日興の本義は釈尊本仏と主張している。一方、上条大石寺、下條妙蓮寺、讃岐本門寺、日向定善寺（以上、日蓮正宗）は、「開目抄」「諸法実相抄」「富士一跡門徒存知事」「五人所破抄」「日興遺戒置文」などの遺文を根拠に、宗祖本仏論を主張している。</ref>
　　│├[[日目]]門流
　　││　├[[日郷]]門流
　　││　│　├[[小泉久遠寺]] ----------- 日蓮宗 ＝＝＝＝＝＝＝＝＝＝＝＝＝ 釈尊本仏、勝劣派<ref name="FOOTNOTE黒木報源2008482">[[#CITEREF黒木報源2008|黒木報源 2008]], p. 482-日蓮宗に属する九本門宗は、「興統法縁」でまとまっていると記載しているが、日蓮本仏論には言及していない。</ref>
　　││　│　└[[保田妙本寺]] ----------- [[単立]] ＝＝＝＝＝＝＝＝＝＝＝＝＝＝ 日蓮本仏、[[勝劣派]]<ref group="注釈">[[保田妙本寺]]の項目には日蓮本仏勝劣派とある。</ref>
　　││　└[[日道 (大石寺)|日道]]門流([[大石寺|石山]]派)---------[[日蓮正宗]]＝＝＝＝＝＝＝＝＝＝＝＝日蓮本仏、勝劣派<ref name="FOOTNOTE金岡秀友1979205a">[[#CITEREF金岡秀友1979|金岡秀友 1979]], p. 205a-日蓮正宗が日蓮本仏論を採用していると記載。</ref><ref name="FOOTNOTE斎藤昭俊1988441a">[[#CITEREF斎藤昭俊1988|斎藤昭俊 1988]], p. 441a-日蓮正宗が日蓮本仏論を採用していると記載。</ref><ref name="FOOTNOTE日蓮宗事典刊行委員会198120e">[[#CITEREF日蓮宗事典刊行委員会1981|日蓮宗事典刊行委員会 1981]], p. 20e-日蓮正宗が勝劣派であると記載。</ref>
　　│├[[日代]]門流（[[西山本門寺|西山]]派） ------------- 単立 ＝＝＝＝＝＝＝＝＝＝＝＝＝＝ 釈尊本仏、勝劣派<ref group="注釈">[[富士門流#教義|富士門流]]の項目には、釈尊本仏、勝劣派とある。</ref>
　　│├[[北山本門寺|北山]]門流（談所派・大坊派） ----- 日蓮宗 ＝＝＝＝＝＝＝＝＝＝＝＝＝ 釈尊本仏、勝劣派<ref name="FOOTNOTE黒木報源2008482">[[#CITEREF黒木報源2008|黒木報源 2008]], p. 482-日蓮宗に属する九本門宗は、「興統法縁」でまとまっていると記載しているが、日蓮本仏論には言及していない。</ref>
　　│└[[日尊 (日興門流)|日尊]]門流（[[要法寺|要山]]派） ------------- [[日蓮本宗]] ＝＝＝＝＝＝＝＝＝＝＝＝ 釈尊本仏、勝劣派<ref name="FOOTNOTE日蓮宗事典刊行委員会198120f">[[#CITEREF日蓮宗事典刊行委員会1981|日蓮宗事典刊行委員会 1981]], p. 20f-日蓮本宗が勝劣派であると記載しているが、釈尊本仏には言及していない。</ref>
　　│　　　　　　　　　　　　　　 └日蓮宗 ＝＝＝＝＝＝＝＝＝＝＝＝＝ 釈尊本仏、一致派<ref name="FOOTNOTE日蓮宗事典刊行委員会198120h">[[#CITEREF日蓮宗事典刊行委員会1981|日蓮宗事典刊行委員会 1981]], p. 20h-ただし、日蓮宗が一致派であることのみ。</ref>
　　├[[日向 (日蓮宗)|日向]]門流（身延門流） ------------- 日蓮宗 ＝＝＝＝＝＝＝＝＝＝＝＝＝ 釈尊本仏、一致派<ref name="FOOTNOTE金岡秀友1979199c">[[#CITEREF金岡秀友1979|金岡秀友 1979]], p. 199c-日向門流が一致派であると記載しているが、日蓮本仏論には言及していない。</ref><ref name="FOOTNOTE日蓮宗事典刊行委員会198120a">[[#CITEREF日蓮宗事典刊行委員会1981|日蓮宗事典刊行委員会 1981]], p. 20a-日蓮宗が一致派であると記載しているが、日蓮本仏論には言及していない。</ref>
　　└[[富木常忍|日常]]門流([[中山門流]])-------------日蓮宗＝＝＝＝＝＝＝＝＝＝＝＝＝釈尊本仏、一致派<ref name="FOOTNOTE金岡秀友1979199d">[[#CITEREF金岡秀友1979|金岡秀友 1979]], p. 199d-日常門流が-一致派であると記載しているが、日蓮本仏論には言及していない。</ref><ref name="FOOTNOTE日蓮宗事典刊行委員会198120a">[[#CITEREF日蓮宗事典刊行委員会1981|日蓮宗事典刊行委員会 1981]], p. 20a-日蓮宗が一致派であると記載しているが、日蓮本仏論には言及していない。</ref>
　　　　└[[日什]]門流のうち[[妙満寺]] ------- [[顕本法華宗]] ＝＝＝＝＝＝＝＝＝＝＝ 釈尊本仏、勝劣派<ref name="FOOTNOTE金岡秀友1979191,_199b">[[#CITEREF金岡秀友1979|金岡秀友 1979]], pp. 191, 199b-日什門流が勝劣派であると記載しているが、日蓮本仏論には言及していない。</ref><ref name="FOOTNOTE斎藤昭俊1988442a">[[#CITEREF斎藤昭俊1988|斎藤昭俊 1988]], p. 442a-ただし、日什門流が勝劣派であると記載しているが、日蓮本仏論には言及していない。</ref><ref name="FOOTNOTE日蓮宗事典刊行委員会198120g">[[#CITEREF日蓮宗事典刊行委員会1981|日蓮宗事典刊行委員会 1981]], p. 20g-顕本法華宗が勝劣派であると記載しているが、日蓮本仏論には言及していない。</ref>
```

権力との距離という実践面 から、桃山時代末期より江戸時代にかけて
- 受不施派
- 不受不施派（悲田派・恩田派）

という区分も生じた。

#### 檀林・法類（法縁・法眷）・本末関係
日蓮入滅後、教団は六老僧を中心にして拡大していったが、師弟の繋がりによって浜門流（日昭）、池上門流（日朗）、四条門流（日像）、六条門流（日静）、身延門流（日向）、富士門流（日興）、中山門流（日常）などの門流にわかれ、たがいに異なった秘伝・法門を相続し、ときには門流の対立から分派もみられた  。
江戸時代に入ると僧侶の養成機関として各地に檀林が創設された。檀林の講堂は高台地に立てられ、学寮は谷間に立てられたが、飯高地方では「谷」を「サク」と呼ぶところから、「谷名（さくめい）」が学寮の異名となった  弟子はその師匠の出た学寮に入るようになり、学系が固定するにつれ、ある寺の住職はどの学寮の出身者に限るとか、修行階梯による出世寺格が定まり、寮ごとに「持ち寺」・「出生次第」・「出世寺」が固定し、「法類」（法縁・法眷とも）制度が確立されていった。このようにして、従来からあった門流意識に、新たにできた学系意識が加わり、法類制度はきわめて強固なものになっていった  。
檀林は、明治5年（1872年）、太政官政府による学制（日本最初の近代的学校制度）の制定・公布にともない、相次いで廃止された。また1941年、旧・日蓮宗・顕本法華宗・本門宗は、三派合同により対等合併して新「日蓮宗」として再編を行った際、本末制度を解体、法類関係も解消し、行政府としての宗務院が本山にかわって住職の任免を行い、宗費課金を徴収するなど、組織制度を大幅にあらためた。しかし長年つちかわれてきた本山・法類関係は完全には払拭されず、各法類とも法類内の結束をはかり、2024年（令和6年）現在でも住職の移動は基本的に法類の内部だけでおこなわれている 。
```
総本山━┓
大本山━╋━┳━中本寺━┳━小本寺━━末寺③
本　山━┛　┗━末寺①　┗━末寺②
```

末寺① --- 直末（じきまつ）
末寺② --- 又末（またまつ）
末寺③ --- 又末末（またまたまつ）
孫末 ----- ある寺院からみて、末寺のさらに末寺。（統属関係が 2段階はなれている寺院。）
直門 ----- ある寺院からみて直接の統属関係をもつ末寺。
近松 ----- ある寺院からみて徒歩半日以内の距離にある末寺。
客末 ----- 様々な事情により統属関係を有するようになった末寺。
触頭 ----- 江戸時代、江戸市中にあって江戸幕府と各門流との窓口の役割を課された寺院。

##### 檀林
【関東八檀林】 
- 飯高檀林（千葉県、1596 - 明治）：脱師法縁、潮師法縁、通師法縁、池上法縁、堺法縁
- 中村檀林（千葉県、1594 - 明治）：達師法縁、親師法縁（精師法縁、貞師法縁）、境師法縁、奠師法縁、要師法縁、莚師法縁
- 小西檀林（千葉県、1590 - 明治）：小西法縁
- 西谷檀林（山梨県、1604 - 1874）：鏡師法縁
- 三昧堂檀林（茨城県、1681 - 明治）：水戸法縁
- 玉造檀林（千葉県、1637 - 天保年間）
- 小室檀林（山梨県、1600 - 1700）

【関西六檀林】 
- 松ヶ崎檀林（京都府、1573 - 1872）：生師法縁
- 東山檀林（京都府、1624 - 1873）：達師法縁、親師法縁（精師法縁、貞師法縁）、奠師法縁、莚師法縁
- 鷹ヶ峰檀林（京都府、1627 - 明治）：親師法縁（精師法縁、貞師法縁）
- 山科檀林（京都府、1643 - 明治）：勇師法縁
- 鶏冠井（かいで）檀林（京都府、1654 - 1875）：奠師法縁、莚師法縁
- 求法院檀林（京都府、1591 - 1873）

【その他】
- 南谷檀林（東京都、1688 - 1873）
- 野呂檀林：合師法縁

【旧・勝劣派檀林】
- 大亀谷檀林（京都府、 1652 - 明治）
- 細草檀林（千葉県、1600 - 明治）:江戸寛永年間より明治初頭まで。興統法縁各法脈。2023年（令和5年）現在、興統法縁の寺院は日蓮宗（本山3か寺）・日蓮正宗（本山2か寺）・日蓮本宗（本山1か寺）、単立（本山2か寺）などに分かれている。細草檀林跡の法雲山遠霑寺は、2023年（令和5年）現在日蓮正宗寺院。
- 大沼田檀林（千葉県）
- 三沢檀林（神奈川県、1724 - 明治）
- 宮谷檀林（千葉県、1600 - 明治）：什師法縁[注釈 5] 各法脈（禹師寮法縁・迂師寮法縁・清師寮法縁・乗師寮法縁・宏師寮法縁・饒師寮法縁・厳師寮法縁 など）
- 小栗栖檀林（京都府、1658 - 明治）

##### 法縁（法類・法脈）
江戸期に檀林から発生した法縁であるが、最近では法音寺（愛知県）の進師法縁や龍潜寺（福岡県）の諦師法縁など檀林によらない法縁がある。おもな法縁は下記の通り。什師法縁（日什門流）については、日蓮宗と顕本法華宗、単立と分かれているため縁頭寺、出世寺については触れない。興統法縁（日興門流）の場合、日蓮正宗（総本山大石寺）や日蓮本宗（本山要法寺）については本末制のみのため法縁はない。宗教法人・日蓮宗の内部で合同を維持している寺院は興統法縁会を組織し、かつて本門宗の宗務院が置かれた北山本門寺を縁頭寺としている。
- 水戸法縁
  - 檀林：三昧堂檀林
  - 縁祖：壽遠院日遵
  - 縁頭寺：本山靖定山久昌寺（茨城県常陸太田市）
- 脱師法縁
  - 檀林：飯高檀林中台谷（龍眠庵）
  - 縁祖：一圓院日脱
  - 縁頭寺：本山明星山妙純寺（神奈川県厚木市）、休息山立正寺（山梨県甲州市）
  - 出世寺：総本山身延山久遠寺など
- 潮師法縁
  - 檀林：飯高檀林中台谷（龍眠庵）
  - 縁祖：六牙院日潮
  - 縁頭寺：本山慈雲山瑞輪寺(東京都台東区）
  - 出世寺：総本山身延山久遠寺・大本山小湊山誕生寺 など
- 通師法縁（縁祖寂遠院日通の師が法性院日勇で西国では勇師法縁と呼ぶ。）
  - 檀林：飯高檀林松和田谷（松和軒）
  - 縁祖：寂遠院日通
  - 縁頭寺
    - 通師・堀之内法縁　本山日圓山妙法寺（東京都杉並区）
    - 通師・雑司ヶ谷法縁　威光山法明寺（東京都豊島区）
    - 通師・千駄ヶ谷法縁　法霊山仙寿院（東京都渋谷区）
    - 通師・一之瀬法縁　高峯山妙了寺（山梨県南アルプス市）

  - 出世寺：総本山身延山久遠寺、本山金栄山妙成寺、本山法王山妙法寺 など
- 池上法縁
  - 檀林：飯高檀林城下谷（向城庵）
  - 縁祖：妙玄庵法縁（妙玄院日等）、樹下庵法縁（成壽院日芳）、中道不二庵法類（守玄院日顗）
  - 縁頭寺：妙玄庵と樹下庵が合併し池上・芳師法類となる。縁頭寺は妙玄山実相寺（東京都大田区）。池上・中道不二庵法類縁頭寺は長栄山中道院（東京都大田区）。中道不二庵法類の中には更に以下の七法縁がある。
    - 池上・中道・中延法縁　八幡山法蓮寺（東京都品川区）
    - 池上・中道・感応寺法縁（西国では堺法縁という)　光照山感応寺（東京都台東区）
    - 池上・中道・土富店法縁　安立山長遠寺（東京都台東区）
    - 池上・中道・大坊顕之字法縁　本山長崇山本行寺（東京都大田区）
    - 池上・中道・柳嶋法縁　妙見山法性寺（東京都墨田区）
    - 池上・中道・神楽坂法縁　鎮護山善國寺（東京都新宿区）
    - 池上・中道・大久保法縁　春時山法善寺（(東京都新宿区）

  - 出世寺：大本山長栄山本門寺、本山長興山妙本寺、本山真間山弘法寺 など
- 堺法縁（東国では池上・中道・感応寺法縁という。）
  - 檀林：飯高檀林城下谷（向城庵）
  - 縁祖:守玄院日顗
  - 縁頭寺：本山広普山妙國寺（大阪府堺市堺区）
  - 出世寺：大本山正中山法華経寺 など
- 達師法縁（繋珠会）
  - 檀林：中村檀林東法眷（真如庵）
  - 縁祖：了義院日達
  - 縁頭寺：本山聞法山頂妙寺（京都府京都市左京区）
  - 出世寺：大本山正中山法華経寺、大本山大光山本圀寺 など
- 親師法縁
  - 檀林：中村檀林東法眷（真如庵）
  - 縁祖：精師法縁（縁祖修光院日精）と貞師法縁（縁祖本是院日貞）が合併し久遠成院日親を縁祖とする
  - 縁頭寺：本山叡昌山本法寺（京都府京都市上京区）
  - 出世寺：大本山正中山法華経寺、大本山大光山本圀寺など
- 境師法縁（明和会）
  - 檀林：中村檀林東法眷（真如庵）
  - 縁祖：通心院日境
  - 縁頭寺：本山経王山妙法華寺（静岡県三島市）
- 奠師法縁（奠統会）
  - 檀林：中村檀林西法眷（観月庵）
  - 縁祖：妙心院日奠
  - 縁頭寺：本山具足山妙覚寺（京都府京都市上京区）、福聚山常圓寺（東京都新宿区）
  - 出世寺：大本山具足山妙顕寺、大本山大光山本圀寺、本山長谷山本土寺など
- 莚師法縁（隆源会）
  - 檀林：中村檀林西法眷（観月庵）
  - 縁祖：隆源院日莚
  - 縁頭寺：本山広布山本満寺（京都府京都市上京区）、誉師山長満寺（愛知県額田郡幸田町）
  - 出世寺：大本山大光山本圀寺、大本山具足山妙顕寺など
- 鏡師法縁（善学会）
  - 檀林：西谷檀林
  - 縁祖：善學院日鏡
  - 縁頭寺：恵光山長遠寺（山梨県南アルプス市）
  - 出世寺：総本山身延山久遠寺　など
- 勇師法縁（寂遠院日通が法性院日勇の弟子で東国では通師法縁と呼ぶ）
  - 檀林：山科檀林
  - 縁祖：法性院日勇
  - 縁頭寺：本山法鏡山妙傳寺（京都府京都市左京区）
- 生師法縁
  - 檀林：松ヶ崎檀林
  - 縁祖：教蔵院日生
  - 縁頭寺：本山具足山立本寺（京都府京都市上京区）
- 小西法縁
  - 檀林：小西檀林
  - 縁頭寺
    - 小西・法恩寺法縁(藻原谷寮)　平河山法恩寺（東京都墨田区）
    - 小西・一乗寺法縁(藻原谷寮)　大法山一乗寺（東京都台東区）
    - 小西・幸龍寺法縁(江戸谷寮)　妙祐山幸龍寺（東京都世田谷区）
    - 小西・本法寺法縁（江戸谷寮）　長瀧山本法寺（東京都台東区）
    - 小西・浄心寺法縁(江戸谷寮)　法苑山浄心寺（東京都江東区）

  - 出世寺：総本山身延山久遠寺、本山常在山藻原寺、本山徳栄山妙法寺 など
- 什師・禹師寮法縁
  - 檀林：宮谷檀林東谷
  - 縁祖：瑞光院日禹
- 什師・清師寮法縁
  - 檀林：宮谷檀林東谷
  - 縁祖：制心院日清
- 什師・饒師寮法縁
  - 檀林：宮谷檀林東谷
  - 縁祖：念事院日饒
- 什師・厳師寮法縁
  - 檀林：宮谷檀林西谷
  - 縁祖：啓運院日厳
- 什師・迂師寮法縁
  - 檀林：宮谷檀林北谷
  - 縁祖：徳善院日迂
- 什師・乗師寮法縁
  - 檀林：宮谷檀林北谷
  - 縁祖：養徳院日乗
- 什師・宏師寮法縁
  - 檀林：宮谷檀林南谷
  - 縁祖：本光院日宏

#### 大正時代の門下統合運動
大正時代、顕本法華宗の本多日生を牽引役として、門下各派による統合運動が展開された。
1914年（大正3年）には、日蓮門下7宗派 の管長が池上本門寺に集まって、「各教団統合大会議」を開催。1914年（大正3年）12月、「日蓮門下統合後援会」が組織された。翌1915年（大正4年）6月、一致派の日蓮宗が離脱したのを除く、勝劣派の6宗派 の統合が成立した。また、1917年（大正6年）、門下合同講習会が開催され、1917年（大正6年）11月には統合修学林を開校するにいたった。
この時期には門下の9宗派 による、宗祖日蓮への「大師」号の授与運動が展開され、1914年（大正3年）11月にいたり、宮内省より日蓮にたいする「立正大師」の諡号宣下が行われた。

#### 近現代の動向
明治以降の動向は次表の通り。
|                   | 身延山久遠寺 | 中山法華経寺 | 京都妙満寺                 | 京都妙満寺末約200か寺 | 京都妙満寺末180か寺 | 北山本門寺とその末36か寺、伊豆実成寺、京都要法寺末34か寺、保田妙本寺末9か寺ほか | 京都要法寺とその末50か寺       | 京都要法寺末30か寺  | 宮崎県内日郷門流8か寺 | 宮崎県内日郷門流1か寺 | 日向妙国寺                 | 西山本門寺                   | 保田妙本寺            | 日知屋山定善寺 | 下条妙蓮寺とその末6か寺 | 讃岐本門寺   | 富士大石寺        | 越後本成寺            | 京都本隆寺        | 京都本能寺   | 大阪本因妙寺      | 福島正福寺                                      | 京都妙蓮寺        | 宥清寺            | 岡山妙覚寺        | 岡山本覚寺           | 最上稲荷          | 清澄寺 | 石塔寺 |                  |
| 1872年 (明治5年)  | 日蓮宗       | 日蓮宗       | 日蓮宗                     | 日蓮宗                | 日蓮宗              | 日蓮宗                                                                          | 日蓮宗                         | 日蓮宗              | 日蓮宗                | 日蓮宗                | 日蓮宗                     | 日蓮宗                       | 日蓮宗                | 日蓮宗         | 日蓮宗                  | 日蓮宗       | 日蓮宗            | 日蓮宗                | 日蓮宗            | 日蓮宗       | 日蓮宗            | 日蓮宗                                          | 日蓮宗            | 日蓮宗            |                   |                      |                   |        |        | 1872年 (明治5年) |
| 1874年 (明治7年)  | 日蓮宗一致派 | 日蓮宗一致派 | 日蓮宗勝劣派               | 日蓮宗勝劣派          | 日蓮宗勝劣派        | 日蓮宗勝劣派                                                                    | 日蓮宗勝劣派                   | 日蓮宗勝劣派        | 日蓮宗勝劣派          | 日蓮宗勝劣派          | 日蓮宗勝劣派               | 日蓮宗勝劣派                 | 日蓮宗勝劣派          | 日蓮宗勝劣派   | 日蓮宗勝劣派            | 日蓮宗勝劣派 | 日蓮宗勝劣派      | 日蓮宗勝劣派          | 日蓮宗勝劣派      | 日蓮宗勝劣派 | 日蓮宗勝劣派      | 日蓮宗勝劣派                                    | 日蓮宗勝劣派      | 日蓮宗勝劣派      | 1874年 (明治7年)  |                      |                   |        |        |                  |
| 1876年 (明治9年)  | (名称変更)   | (名称変更)   | 日蓮宗妙満寺派             | 日蓮宗妙満寺派        | 日蓮宗妙満寺派      | 日蓮宗興門派                                                                    | 日蓮宗興門派                   | 日蓮宗興門派        | 日蓮宗興門派          | 日蓮宗興門派          | 日蓮宗興門派               | 日蓮宗興門派                 | 日蓮宗興門派          | 日蓮宗興門派   | 日蓮宗興門派            | 日蓮宗興門派 | 日蓮宗興門派      | 法華宗本成寺派        | 法華宗本隆寺派    | 日蓮宗八品派 | 日蓮宗八品派      | 日蓮宗八品派                                    | 日蓮宗八品派      | 日蓮宗八品派      | 日蓮宗不受不施派  | 1876年 (明治9年)     |                   |        |        |                  |
| 1882年 (明治15年) | 日蓮宗       | 日蓮宗       | 日蓮宗妙満寺派             | 日蓮宗妙満寺派        | 日蓮宗妙満寺派      | 日蓮宗興門派                                                                    | 日蓮宗興門派                   | 日蓮宗興門派        | 日蓮宗興門派          | 日蓮宗興門派          | 日蓮宗興門派               | 日蓮宗興門派                 | 日蓮宗興門派          | 日蓮宗興門派   | 日蓮宗興門派            | 日蓮宗興門派 | 日蓮宗興門派      | 法華宗本成寺派        | 法華宗本隆寺派    | 日蓮宗八品派 | 日蓮宗八品派      | 日蓮宗八品派                                    | 日蓮宗八品派      | 日蓮宗八品派      | 日蓮宗不受不施派  | 日蓮宗不受不施講門派 | 1882年 (明治15年) |        |        |                  |
| 1898年 (明治31年) | 日蓮宗       | 日蓮宗       | (名称変更)                 | (名称変更)            | (名称変更)          | 日蓮宗興門派                                                                    | 日蓮宗興門派                   | 日蓮宗興門派        | 日蓮宗興門派          | 日蓮宗興門派          | 日蓮宗興門派               | 日蓮宗興門派                 | 日蓮宗興門派          | 日蓮宗興門派   | 日蓮宗興門派            | 日蓮宗興門派 | 日蓮宗興門派      | (名称変更)            | (名称変更)        | (名称変更)   | (名称変更)        | (名称変更)                                      | (名称変更)        | (名称変更)        | 日蓮宗不受不施派  | 日蓮宗不受不施講門派 | 1898年 (明治31年) |        |        |                  |
| 1899年 (明治32年) | 日蓮宗       | 日蓮宗       | 顕本法華宗                 | 顕本法華宗            | 顕本法華宗          | (名称変更)                                                                      | (名称変更)                     | (名称変更)          | (名称変更)            | (名称変更)            | (名称変更)                 | (名称変更)                   | (名称変更)            | (名称変更)     | (名称変更)              | (名称変更)   | (名称変更)        | 法華宗                | 本妙法華宗        | 本門法華宗   | 本門法華宗        | 本門法華宗                                      | 本門法華宗        | 本門法華宗        | 日蓮宗不受不施派  | 日蓮宗不受不施講門派 | 1899年 (明治32年) |        |        |                  |
| 1900年 (明治33年) | 日蓮宗       | 日蓮宗       | 顕本法華宗                 | 顕本法華宗            | 顕本法華宗          | 本門宗                                                                          | 本門宗                         | 本門宗              | 本門宗                | 本門宗                | 本門宗                     | 本門宗                       | 本門宗                | 本門宗         | 本門宗                  | 本門宗       | 日蓮宗富士派      | 法華宗                | 本妙法華宗        | 本門法華宗   | 本門法華宗        | 本門法華宗                                      | 本門法華宗        | 本門法華宗        | 日蓮宗不受不施派  | 日蓮宗不受不施講門派 | 1900年 (明治33年) |        |        |                  |
| 1912年 (明治45年) | 日蓮宗       | 日蓮宗       | 顕本法華宗                 | 顕本法華宗            | 顕本法華宗          | 本門宗                                                                          | 本門宗                         | 本門宗              | 本門宗                | 本門宗                | 本門宗                     | 本門宗                       | 本門宗                | 本門宗         | 本門宗                  | 本門宗       | (名称変更)        | 法華宗                | 本妙法華宗        | 本門法華宗   | 本門法華宗        | 本門法華宗                                      | 本門法華宗        | 本門法華宗        | 日蓮宗不受不施派  | 日蓮宗不受不施講門派 | 1912年 (明治45年) |        |        |                  |
| 1941年 (昭和16年) |              |              |                            | 日蓮宗                | 日蓮宗              |                                                                                 |                                |                     |                       |                       |                            |                              |                       |                |                         |              |                   |                       |                   |              |                   |                                                 |                   |                   | 本化正宗          | 本化正宗             | 1941年 (昭和16年) |        |        |                  |
| 1946年 (昭和21年) |              | 中山妙宗     | 日蓮宗 (興統法縁会)        | 日蓮宗 (興統法縁会)   | 日蓮宗 (興統法縁会) | 日蓮宗 (興統法縁会)                                                             | 日蓮宗 (興統法縁会)            | 日蓮宗 (興統法縁会) | 日蓮宗 (興統法縁会)   | 日蓮宗 (興統法縁会)   | 日蓮宗 (興統法縁会)        |                              |                       | 法華宗         | 法華宗                  | 法華宗       | 法華宗            | 法華宗                | 法華宗            | 本門佛立宗   | 妙法華宗          | 日蓮講門宗 (いつの頃からか、不受不施日蓮講門宗) | 1946年 (昭和21年) |                   |                   |                      |                   |        |        |                  |
| 1947年 (昭和22年) |              | 中山妙宗     | 日蓮宗 (興統法縁会)        | 日蓮宗 (興統法縁会)   | 日蓮宗 (興統法縁会) | 日蓮宗 (興統法縁会)                                                             | 日蓮宗 (興統法縁会)            | 日蓮宗 (興統法縁会) | 日蓮宗 (興統法縁会)   | 日蓮宗 (興統法縁会)   | 日蓮宗 (興統法縁会)        | 1947年 (昭和22年)            |                       | 法華宗         | 法華宗                  | 法華宗       | 法華宗            | 法華宗                | 法華宗            | 本門佛立宗   | 妙法華宗          | 日蓮講門宗 (いつの頃からか、不受不施日蓮講門宗) |                   |                   |                   |                      |                   |        |        |                  |
| 1948年 (昭和23年) |              | 中山妙宗     | 日蓮宗 (興統法縁会)        | 日蓮宗 (興統法縁会)   | 日蓮宗 (興統法縁会) | 日蓮宗 (興統法縁会)                                                             | 日蓮宗 (興統法縁会)            | 日蓮宗 (興統法縁会) | 日蓮宗 (興統法縁会)   | 日蓮宗 (興統法縁会)   | 日蓮宗 (興統法縁会)        |                              | 日蓮宗 (日蓮宗什師会) | 法華宗         | 法華宗                  | 法華宗       | 法華宗            | 法華宗                | 法華宗            | 本門佛立宗   | 妙法華宗          | 日蓮講門宗 (いつの頃からか、不受不施日蓮講門宗) | 1948年 (昭和23年) |                   |                   |                      |                   |        |        |                  |
| 1949年 (昭和24年) | 顕本法華宗   | 顕本法華宗   | 日蓮宗 (興統法縁会)        | 日蓮宗 (興統法縁会)   | 日蓮宗 (興統法縁会) | 日蓮宗 (興統法縁会)                                                             | 日蓮宗 (興統法縁会)            | 日蓮宗 (興統法縁会) | 日蓮宗 (興統法縁会)   | 日蓮宗 (興統法縁会)   | 日蓮宗 (興統法縁会)        | 日蓮宗(真言宗智山派より帰属) | 日蓮宗 (日蓮宗什師会) | 法華宗         | 法華宗                  | 法華宗       | 法華宗            | 法華宗                | 法華宗            | 本門佛立宗   | 妙法華宗          | 日蓮講門宗 (いつの頃からか、不受不施日蓮講門宗) | 1949年 (昭和24年) |                   |                   |                      |                   |        |        |                  |
| 1950年 (昭和25年) | 顕本法華宗   | 顕本法華宗   |                            | 日蓮本宗              |                     |                                                                                 |                                |                     |                       |                       |                            | 日蓮宗(真言宗智山派より帰属) | 日蓮宗 (日蓮宗什師会) | 日蓮正宗       | 日蓮正宗                | 日蓮正宗     |                   |                       |                   |              |                   | 日蓮講門宗 (いつの頃からか、不受不施日蓮講門宗) | 本門法華宗        | 1950年 (昭和25年) |                   |                      |                   |        |        |                  |
| 1951年 (昭和26年) | 顕本法華宗   | 顕本法華宗   | 本化日蓮宗(日蓮宗より独立) | 日蓮本宗              | 1951年 (昭和26年)   |                                                                                 |                                |                     |                       |                       |                            | 日蓮宗(真言宗智山派より帰属) | 日蓮宗 (日蓮宗什師会) | 日蓮正宗       | 日蓮正宗                | 日蓮正宗     |                   |                       |                   |              |                   | 日蓮講門宗 (いつの頃からか、不受不施日蓮講門宗) | 本門法華宗        |                   |                   |                      |                   |        |        |                  |
| 1952年 (昭和27年) | 顕本法華宗   | 顕本法華宗   | 本化日蓮宗(日蓮宗より独立) | 日蓮本宗              | 法華宗陣門流        | 法華宗真門流                                                                    | 法華宗本門流                   | 法華宗本門流        | 日蓮法華宗            | (名称変更)            | 1952年 (昭和27年)          | 日蓮宗(真言宗智山派より帰属) | 日蓮宗 (日蓮宗什師会) | 日蓮正宗       | 日蓮正宗                | 日蓮正宗     |                   |                       |                   |              |                   | 日蓮講門宗 (いつの頃からか、不受不施日蓮講門宗) | 本門法華宗        |                   |                   |                      |                   |        |        |                  |
| 1954年 (昭和29年) | 顕本法華宗   | 顕本法華宗   | 本化日蓮宗(日蓮宗より独立) | 日蓮本宗              | 法華宗陣門流        | 法華宗真門流                                                                    | 法華宗本門流                   | 法華宗本門流        | 日蓮法華宗            | 日蓮宗不受不施派      | 最上稲荷教(日蓮宗より独立) | 日蓮宗(真言宗智山派より帰属) | 日蓮宗 (日蓮宗什師会) | 日蓮正宗       | 日蓮正宗                | 日蓮正宗     | 1954年 (昭和29年) |                       |                   |              |                   | 日蓮講門宗 (いつの頃からか、不受不施日蓮講門宗) | 本門法華宗        |                   |                   |                      |                   |        |        |                  |
| 1957年 (昭和32年) | 顕本法華宗   | 顕本法華宗   | 本化日蓮宗(日蓮宗より独立) | 日蓮本宗              | 法華宗陣門流        | 法華宗真門流                                                                    | 日蓮宗(興統法縁会、島根尊門会) | 大日蓮宗            | 大日蓮宗              | 日蓮宗不受不施派      | 最上稲荷教(日蓮宗より独立) | 日蓮宗(真言宗智山派より帰属) | 日蓮宗 (日蓮宗什師会) | 日蓮正宗       | 日蓮正宗                | 日蓮正宗     | 日蓮正宗          | 日蓮正宗(のちに無効 ) |                   |              |                   | 日蓮講門宗 (いつの頃からか、不受不施日蓮講門宗) | 本門法華宗        | 本派日蓮宗        | 1957年 (昭和32年) |                      |                   |        |        |                  |
| 1958年 (昭和33年) | 顕本法華宗   | 顕本法華宗   | 本化日蓮宗(日蓮宗より独立) | 日蓮本宗              | 法華宗陣門流        | 法華宗真門流                                                                    | 日蓮宗(興統法縁会、島根尊門会) | 大日蓮宗            | 大日蓮宗              | 日蓮宗不受不施派      | 最上稲荷教(日蓮宗より独立) | 日蓮宗(真言宗智山派より帰属) | 日蓮宗 (日蓮宗什師会) | 日蓮正宗       | 日蓮正宗                | 日蓮正宗     | 日蓮宗郷門派      | 日蓮正宗(のちに無効 ) | 1958年 (昭和33年) |              |                   | 日蓮講門宗 (いつの頃からか、不受不施日蓮講門宗) | 本門法華宗        | 本派日蓮宗        |                   |                      |                   |        |        |                  |
| 1972年 (昭和47年) | 顕本法華宗   | 顕本法華宗   | 本化日蓮宗(日蓮宗より独立) | 日蓮本宗              | 法華宗陣門流        | 法華宗真門流                                                                    | 日蓮宗(興統法縁会、島根尊門会) | 大日蓮宗            | 大日蓮宗              | 日蓮宗不受不施派      | 最上稲荷教(日蓮宗より独立) | 日蓮宗(真言宗智山派より帰属) | 日蓮宗 (日蓮宗什師会) | 日蓮正宗       | 日蓮正宗                | 日蓮正宗     | 日蓮宗郷門派      | 日蓮正宗(のちに無効 ) |                   |              | 1972年 (昭和47年) | 日蓮講門宗 (いつの頃からか、不受不施日蓮講門宗) | 本門法華宗        | 本派日蓮宗        |                   |                      |                   |        |        |                  |
| 1975年 (昭和50年) | 顕本法華宗   | 顕本法華宗   | 本化日蓮宗(日蓮宗より独立) | 日蓮本宗              | 法華宗陣門流        | 法華宗真門流                                                                    | 日蓮宗(興統法縁会、島根尊門会) | 大日蓮宗            | 大日蓮宗              | 日蓮宗不受不施派      | 最上稲荷教(日蓮宗より独立) | 日蓮宗(真言宗智山派より帰属) | 日蓮宗 (日蓮宗什師会) | 日蓮正宗       | 日蓮正宗                | 日蓮正宗     | 日蓮宗郷門派      | 単立                  | 1975年 (昭和50年) |              |                   | 日蓮講門宗 (いつの頃からか、不受不施日蓮講門宗) | 本門法華宗        | 本派日蓮宗        |                   |                      |                   |        |        |                  |
| 1976年 (昭和51年) | 顕本法華宗   | 顕本法華宗   | 本化日蓮宗(日蓮宗より独立) | 日蓮本宗              | 法華宗陣門流        | 法華宗真門流                                                                    | 日蓮宗(興統法縁会、島根尊門会) | 大日蓮宗            | 大日蓮宗              | 日蓮宗不受不施派      | 最上稲荷教(日蓮宗より独立) | 日蓮宗(真言宗智山派より帰属) | 日蓮宗 (日蓮宗什師会) | 日蓮正宗       | 日蓮正宗                | 日蓮正宗     |                   | 単立                  | 1976年 (昭和51年) |              |                   | 日蓮講門宗 (いつの頃からか、不受不施日蓮講門宗) | 本門法華宗        | 本派日蓮宗        |                   |                      |                   |        |        |                  |
| 1989年 (平成元年) | 顕本法華宗   | 顕本法華宗   | 本化日蓮宗(日蓮宗より独立) | 日蓮本宗              | 法華宗陣門流        | 法華宗真門流                                                                    |                                |                     |                       | 日蓮宗不受不施派      | 最上稲荷教(日蓮宗より独立) | 日蓮宗(真言宗智山派より帰属) | 日蓮宗 (日蓮宗什師会) | 日蓮正宗       | 日蓮正宗                | 日蓮正宗     | 1989年 (平成元年) | 単立                  |                   |              |                   | 日蓮講門宗 (いつの頃からか、不受不施日蓮講門宗) | 本門法華宗        | 本派日蓮宗        |                   |                      |                   |        |        |                  |
| 1995年 (平成7年)  | 顕本法華宗   | 顕本法華宗   | 本化日蓮宗(日蓮宗より独立) | 日蓮本宗              | 法華宗陣門流        | 法華宗真門流                                                                    | 単立                           | 1995年 (平成7年)    |                       | 日蓮宗不受不施派      | 最上稲荷教(日蓮宗より独立) | 日蓮宗(真言宗智山派より帰属) | 日蓮宗 (日蓮宗什師会) | 日蓮正宗       | 日蓮正宗                | 日蓮正宗     |                   | 単立                  |                   |              |                   | 日蓮講門宗 (いつの頃からか、不受不施日蓮講門宗) | 本門法華宗        | 本派日蓮宗        |                   |                      |                   |        |        |                  |
| 2006年 (平成18年) | 顕本法華宗   | 顕本法華宗   | 本化日蓮宗(日蓮宗より独立) | 日蓮本宗              | 法華宗陣門流        | 法華宗真門流                                                                    | 単立                           | 日蓮宗              | 日蓮宗                | 日蓮宗                | 最上稲荷教(日蓮宗より独立) | 日蓮宗(真言宗智山派より帰属) | 日蓮宗 (日蓮宗什師会) | 日蓮正宗       | 日蓮正宗                | 日蓮正宗     | 2006年 (平成18年) | 単立                  |                   |              |                   | 日蓮講門宗 (いつの頃からか、不受不施日蓮講門宗) | 本門法華宗        | 本派日蓮宗        |                   |                      |                   |        |        |                  |
| 2009年 (平成21年) | 顕本法華宗   | 顕本法華宗   | 本化日蓮宗(日蓮宗より独立) | 日蓮本宗              | 法華宗陣門流        | 法華宗真門流                                                                    | 単立                           | 日蓮宗              | 日蓮宗                | 日蓮宗                | 日蓮宗                     | 日蓮宗(真言宗智山派より帰属) | 日蓮宗 (日蓮宗什師会) | 日蓮正宗       | 日蓮正宗                | 日蓮正宗     | 2009年 (平成21年) | 単立                  |                   |              |                   | 日蓮講門宗 (いつの頃からか、不受不施日蓮講門宗) | 本門法華宗        | 本派日蓮宗        |                   |                      |                   |        |        |                  |
|                   | 身延山久遠寺 | 中山法華経寺 | 京都妙満寺                 | 京都妙満寺末約200か寺 | 京都妙満寺末180か寺 | 北山本門寺とその末36か寺、伊豆実成寺、京都要法寺末34か寺、保田妙本寺末9か寺ほか | 京都要法寺とその末50か寺       | 京都要法寺末30か寺  | 宮崎県内日郷門流8か寺 | 宮崎県内日郷門流1か寺 | 日向妙国寺                 | 西山本門寺                   | 保田妙本寺            | 日知屋山定善寺 | 下条妙蓮寺とその末6か寺 | 讃岐本門寺   | 富士大石寺        | 越後本成寺            | 京都本隆寺        | 京都本能寺   | 大阪本因妙寺      | 福島正福寺                                      | 京都妙蓮寺        | 宥清寺            | 岡山妙覚寺        | 岡山本覚寺           | 最上稲荷          | 清澄寺 | 石塔寺 |                  |

## 宗派・日蓮宗の概要

### 概要
身延山久遠寺を総本山とし、宗務院を池上本門寺（東京都大田区池上）に置く日蓮系諸宗派中の最大宗派。中世期に成立していた門流の多くと、思想的潮流の相当部分を包含する。祖山1（総本山）、霊跡寺院14（大本山7、本山7）、由緒寺院42（本山42）、寺院数5,200か寺、直系信徒330万人。
なお、日什門流・日興門流は、門流に所属する寺院の一部が日蓮宗に帰属している。詳細は日蓮宗什師会・興統法縁会を参照。

### 寺院本堂の祭壇および檀信徒の仏壇における本尊の形式
2024年（令和6年）現在の宗教法人・日蓮宗は、中世期よりそれぞれ独自の伝統を育んできた勝劣派、一致派の様々な門流が参加しており、本尊や儀式などの面で、形式的な統一を行わず、様々な形式が許容されている。
寺院の本堂に祀られる本尊には、次のような形式がある。
1. 大曼荼羅……中央部に題目(南無妙法蓮華経)が大書され、その周囲に釈迦如来・多宝如来など諸仏諸菩薩、諸天善神の名称を記入したもの。
2. 一塔両尊四士……中央に題目塔。題目塔の左に蓮台に座した釈迦如来、右に蓮台に座した多宝如来が配置され、そのさらに右側に上行菩薩・無辺行菩薩が、左に浄行菩薩・安立行菩薩が配置される。
3. 一尊四士……中央に釈迦如来像。釈尊像の向かって右側に上行菩薩・無辺行菩薩が、左に浄行菩薩・安立行菩薩が配置される。

いずれの形式の場合でも、本尊の前に、さらに日蓮座像、法華経八巻を乗せた経机を前置する。
檀信徒の各家庭における仏壇では、奥から手前へ順番に大曼荼羅・一塔両尊・日蓮座像を配置し、場合によってその両脇に七面天女・鬼子母神・大黒天・妙見菩薩など法華経守護の諸天・善神を祀る。
（関連項目 → 法華曼荼羅、一塔両尊、三宝尊）

### 境内摂社／堂内堂、神札の配布
現在の宗教法人・日蓮宗に属する諸寺では、以下の神々について、「法華経守護の諸天・善神」として境内摂社、堂内堂を設けて祀ったり、檀信徒に神札を授与する事例が広く見られる。
- 大黒天（松ヶ崎大黒天,本鏡山妙智寺ほか）[注釈 28]
- 鬼子母神[注釈 29]
- 七面天女[注釈 30]
- 三十番神[注釈 31]
- 稲荷[注釈 32]
- 毘沙門天[注釈 33]
- 帝釈天[注釈 34]
- 妙見大菩薩[注釈 35]
- 烏蒭沙摩明王[注釈 36]
- 三宝大守護神(三宝神)[注釈 37]

### 主要寺院
現在の日蓮宗宗制では寺院は祖山、霊跡寺院、由緒寺院、一般寺院に分けられている。江戸時代の本末制度に始まる寺格は1941年（昭和16年）の本末解体で消滅し実態はないが、日蓮宗宗制では総本山・大本山・本山の称号を用いることができると規定されている。
祖山は日蓮の遺言に従い遺骨が埋葬された祖廟がある身延山久遠寺（日蓮棲神の霊山とされる）で、貫首を法主と称する。霊跡寺院は日蓮一代の重要な事跡、由緒寺院は宗門史上顕著な沿革のある寺院で、住職(法律上の代表役員)を貫首と称する。
祖山、霊跡寺院、由緒寺院は「日蓮宗全国本山会」を組織している。総裁は身延山久遠寺内野日總法主、会長は北野立本寺上田日瑞貫首、事務局長は堺妙國寺岡部日聡貫首。
本山妙教寺は2009年（平成21年）7月に一般寺院として日蓮宗に帰一したが、客員として長らく日蓮宗全国本山会に参加している為、その他本山としてあげておく。

#### 祖山

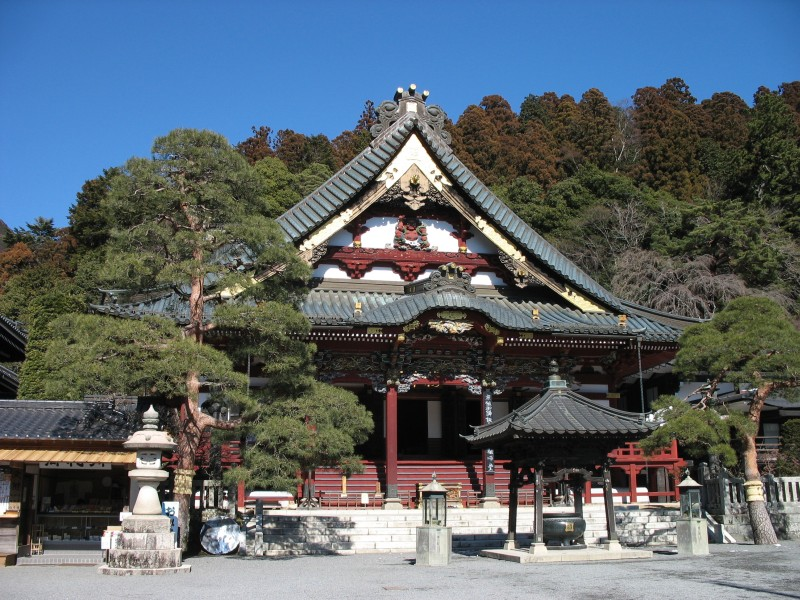
祖山・総本山身延山久遠寺

- 総本山身延山久遠寺(みのぶさんくおんじ、通称身延山、山梨県南巨摩郡身延町)

#### 霊跡寺院

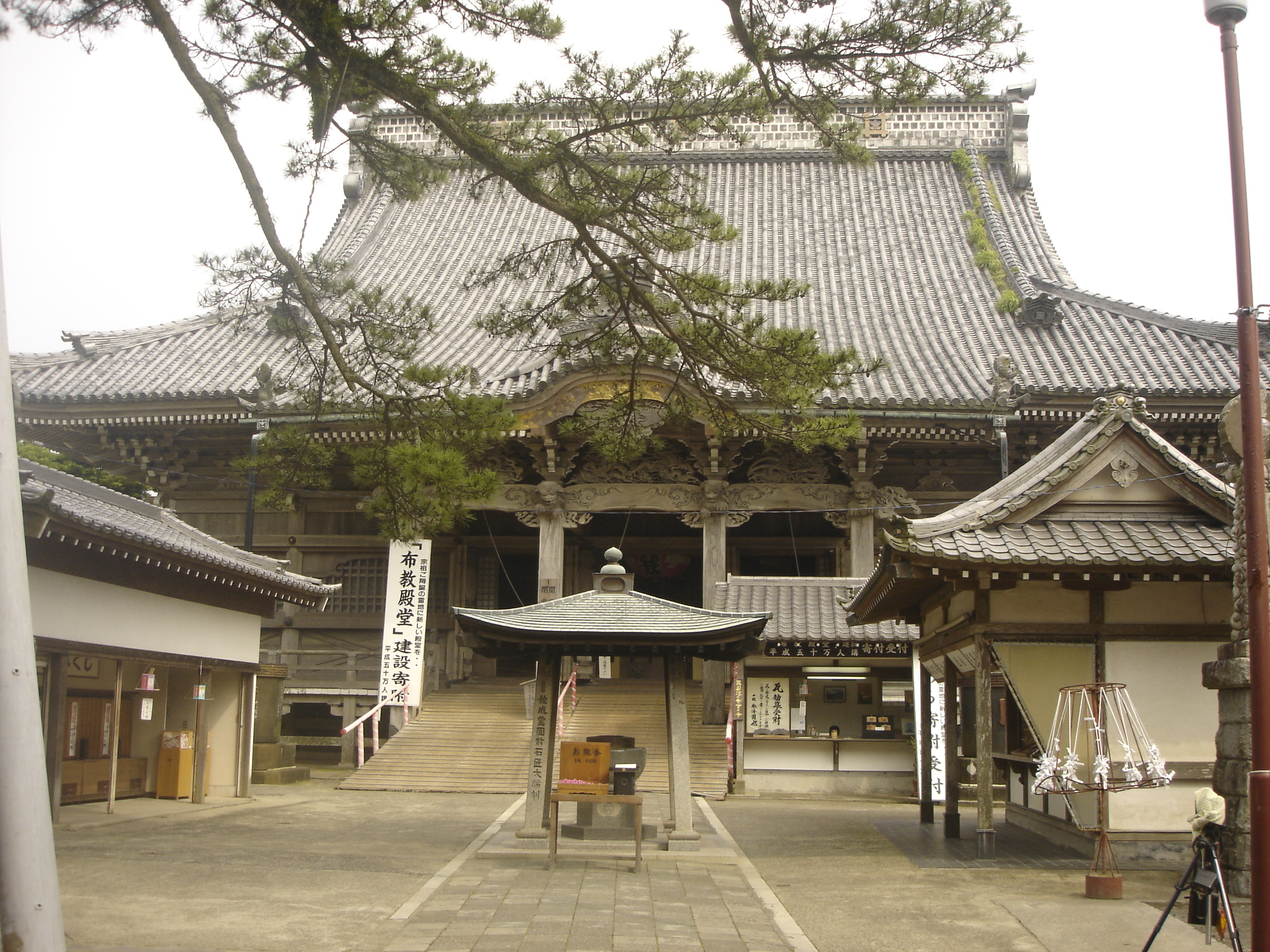
霊跡寺院・大本山小湊山誕生寺

- 大本山小湊山誕生寺(こみなとさんたんじょうじ、通称小湊誕生寺、千葉県鴨川市)
- 大本山千光山清澄寺(せんこうざんせいちょうじ、通称清澄清澄寺、千葉県鴨川市)
- 大本山正中山法華経寺(しょうちゅうざんほけきょうじ、通称中山法華経寺、千葉県市川市)
- 大本山富士山本門寺根源(ふじさんほんもんじこんげん、通称重須本門寺、北山本門寺、静岡県富士宮市)
- 大本山長栄山本門寺(ちょうえいざんほんもんじ、通称池上本門寺、東京都大田区)
- 大本山具足山妙顕寺(ぐそくさんみょうけんじ、通称顕山、京都府京都市上京区)
- 大本山大光山本圀寺(だいこうざんほんこくじ、通称光山、京都府京都市山科区)
- 本山小松原山鏡忍寺(こまつばらざんきょうにんじ、通称小松原鏡忍寺、千葉県鴨川市)
- 本山長興山妙本寺(ちょうこうざんみょうほんじ、通称比企谷妙本寺、神奈川県鎌倉市)
- 本山寂光山龍口寺(じゃっこうざんりゅうこうじ、通称片瀬龍口寺、神奈川県藤沢市)
- 本山海光山佛現寺(かいこうざんぶつげんじ、通称伊東佛現寺、静岡県伊東市)
- 本山岩本山実相寺(がんぽんざんじっそうじ、通称岩本実相寺、静岡県富士市)
- 本山塚原山根本寺(つかはらさんこんぽんじ、通称塚原根本寺、新潟県佐渡市)
- 本山妙法華山妙照寺(みょうほっけざんみょうしょうじ、通称一谷妙照寺、新潟県佐渡市)

#### 由緒寺院

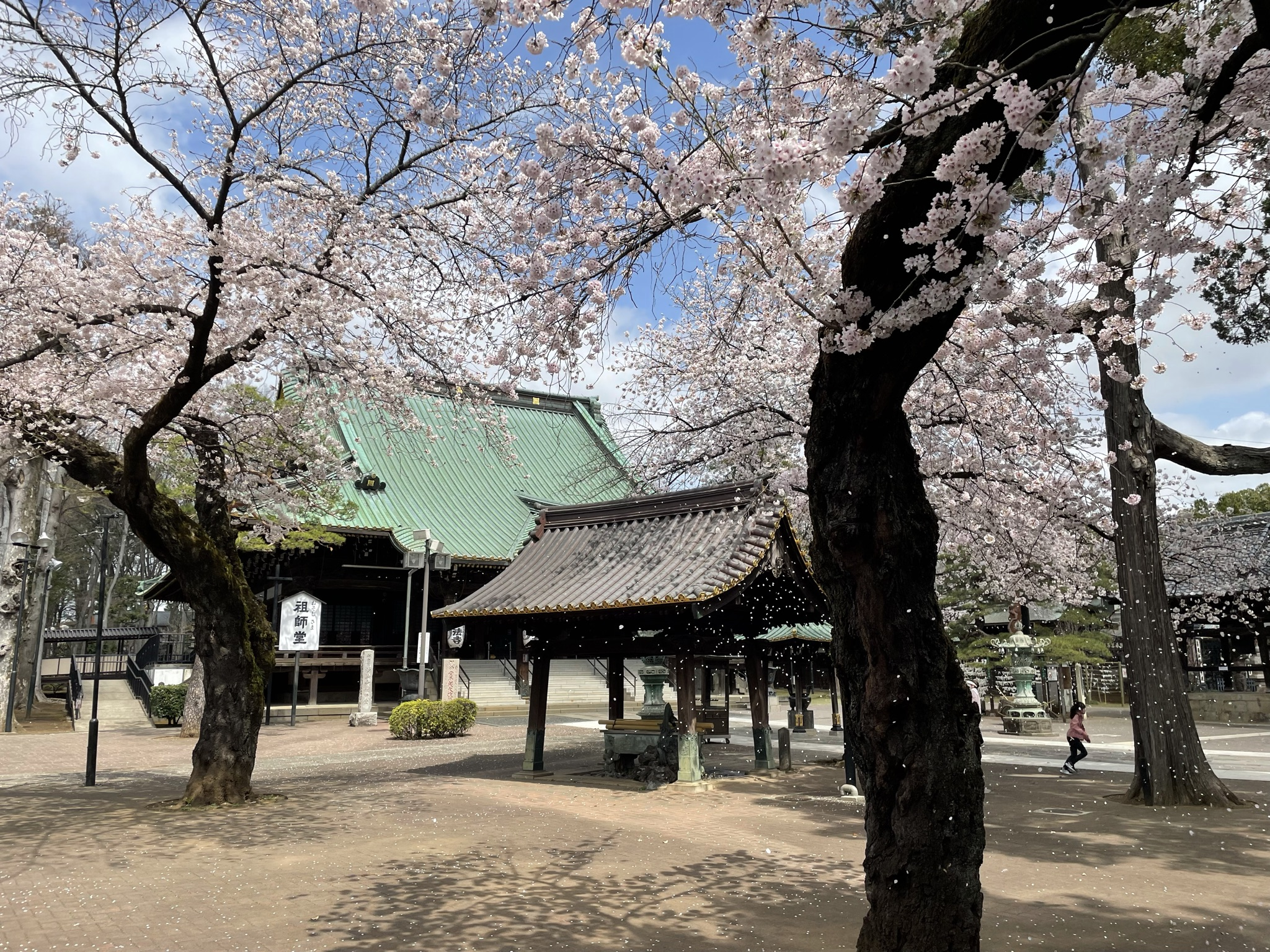
由緒寺院・本山日圓山妙法寺

- 本山光明山孝勝寺(こうみょうざんこうしょうじ、通称仙台孝勝寺、宮城県仙台市宮城野区)
- 本山宝光山妙國寺(ほうこうざんみょうこくじ、通称会津妙國寺、福島県会津若松市)
- 本山靖定山久昌寺(せいていざんきゅうしょうじ、通称水戸久昌寺、茨城県常陸太田市)
- 本山開本山妙顕寺(かいほんざんみょうけんじ、通称佐野妙顕寺、栃木県佐野市)
- 本山広栄山妙覚寺(こうえいざんみょうかくじ、通称興津妙覚寺、千葉県勝浦市)
- 本山常在山藻原寺(じょうざいざんそうげんじ、通称茂原藻原寺、千葉県茂原市)
- 本山妙高山正法寺(みょうこうざんしょうほうじ、通称小西正法寺、千葉県大網白里市)
- 本山正東山日本寺(しょうとうざんにちほんじ、通称中村日本寺、千葉県香取郡多古町)
- 本山長崇山妙興寺(ちょうそうざんみょうこうじ、通称野呂妙興寺、千葉県千葉市若葉区)
- 本山真間山弘法寺(ままさんぐほうじ、通称真間弘法寺、千葉県市川市)
- 本山長谷山本土寺(ちょうこくざんほんどじ、通称平賀本土寺、千葉県松戸市)
- 本山長崇山本行寺(ちょうそうざんほんぎょうじ、通称大坊本行寺、東京都大田区)
- 本山日圓山妙法寺(にちえんざんみょうほうじ、通称堀之内妙法寺、東京都杉並区)
- 本山慈雲山瑞輪寺(じうんさんずいりんじ、通称谷中瑞輪寺、東京都台東区)
- 本山法華山本興寺(ほっけざんほんこうじ、通称飯田本興寺、神奈川県横浜市泉区)
- 本山妙厳山本覚寺(みょうごんざんほんがくじ、通称小町本覚寺、神奈川県鎌倉市)
- 本山明星山妙純寺(みょうじょうざんみょうじゅんじ、通称星下妙純寺、神奈川県厚木市)
- 本山経王山妙法華寺(きょうおうざんみょうほっけじ、通称玉澤妙法華寺、静岡県三島市)
- 本山大成山本立寺(だいじょうざんほんりゅうじ、通称韮山本立寺、静岡県伊豆の国市)
- 本山東光山實成寺(とうこうざんじつじょうじ、通称柳瀬實成寺、静岡県伊豆市)
- 本山富士山久遠寺(ふじさんくおんじ、通称小泉久遠寺、静岡県富士宮市)
- 本山龍水山海長寺(りゅうすいざんかいちょうじ、通称村松海長寺、静岡県静岡市清水区)
- 本山貞松山蓮永寺(ていしょうざんれんえいじ、通称みまつ蓮永寺、静岡県静岡市葵区)
- 本山青龍山本覚寺(せいりゅうざんほんがくじ、通称池田本覚寺、静岡県静岡市駿河区)
- 本山本立山玄妙寺(ほんりゅうざんげんみょうじ、通称見附玄妙寺、静岡県磐田市)
- 本山延兼山妙立寺(えんけんざんみょうりゅうじ、通称吉美妙立寺、静岡県湖西市)
- 本山徳栄山妙法寺(とくえいざんみょうほうじ、通称小室妙法寺、山梨県南巨摩郡富士川町)
- 本山大野山本遠寺(おおのさんほんのんじ、通称大野本遠寺、山梨県南巨摩郡身延町)
- 本山法王山妙法寺(ほうおうざんみょうほうじ、通称村田妙法寺、新潟県長岡市)
- 本山蓮華王山妙宣寺(れんげおうざんみょうせんじ、通称阿仏房妙宣寺、新潟県佐渡市)
- 本山金栄山妙成寺(きんえいざんみょうじょうじ、通称滝谷妙成寺、石川県羽咋市)
- 村雲御所瑞龍寺門跡(むらくもごしょずいりゅうじもんぜき、通称村雲御所、滋賀県近江八幡市)
- 本山法鏡山妙伝寺(ほうきょうざんみょうでんじ、通称二条妙傳寺、京都府京都市左京区)
- 本山聞法山頂妙寺(もんぽうざんちょうみょうじ、通称川端頂妙寺、京都府京都市左京区)
- 本山叡昌山本法寺(えいしょうざんほんぽうじ、通称小川本法寺、京都府京都市上京区)
- 本山広布山本満寺(こうふざんほんまんじ、本称広宣流布山本願満足寺、通称寺町本満寺、京都府京都市上京区)
- 本山具足山妙覚寺(ぐそくさんみょうかくじ、通称鞍馬口妙覚寺、京都府京都市上京区)
- 本山具足山立本寺(ぐそくさんりゅうほんじ、通称北野立本寺、京都府京都市上京区)
- 本山広普山妙國寺(こうふざんみょうこくじ、通称堺妙國寺、大阪府堺市堺区)
- 本山白雲山報恩寺(はくうんざんほうおんじ、通称紀州報恩寺、和歌山県和歌山市)
- 本山自昌山國前寺(じしょうざんこくぜんじ、通称広島国前寺、広島県広島市東区)
- 本山松尾山光勝寺(まつおざんこうしょうじ、通称小城光勝寺、佐賀県小城市)

#### その他
- 本山稲荷山妙教寺(いなりざんみょうきょうじ、通称最上稲荷、岡山県岡山市北区)

#### 法華寺院巡り
- 洛中法華21ヶ寺
- 江戸十大祖師
- 八大祖師
- 日蓮宗宗門史跡
- 千ヶ寺

#### 三派合同時の本山
※ 1941年（昭和16年）三派（旧・日蓮宗、旧・顕本法華宗、旧ろ本門宗）合同時の本山は以下の通り

##### 旧・日蓮宗44本山（総本山1、大本山4、本山39）、1御由緒寺院
- 総本山身延山久遠寺(現在：日蓮宗総本山)
- 大本山正中山法華経寺(現在：日蓮宗大本山)
- 大本山長栄山本門寺(現在：日蓮宗大本山)
- 大本山具足山妙顕寺(現在：日蓮宗大本山)
- 大本山大光山本圀寺(現在：日蓮宗大本山)
- 本山光明山孝勝寺(現在：日蓮宗本山)
- 本山靖定山久昌寺(現在：日蓮宗本山)
- 本山開本山妙顕寺(現在：日蓮宗本山)
- 本山小湊山誕生寺(現在：日蓮宗大本山)
- 本山小松原山鏡忍寺(現在：日蓮宗本山)
- 本山広栄山妙覚寺(現在：日蓮宗本山)
- 本山常在山藻原寺(現在：日蓮宗本山)
- 本山妙高山正法寺(現在：日蓮宗本山)
- 本山正東山日本寺(現在：日蓮宗本山)
- 本山長崇山妙興寺(現在：日蓮宗本山)
- 本山真間山弘法寺(現在：日蓮宗本山)
- 本山長谷山本土寺(現在：日蓮宗本山)
- 本山長興山妙本寺(現在：日蓮宗本山)
- 本山寂光山龍口寺(現在：日蓮宗本山)
- 本山明星山妙純寺(現在：日蓮宗本山)
- 本山海光山佛現寺(現在：日蓮宗本山)
- 本山岩本山実相寺(現在：日蓮宗本山)
- 本山経王山妙法華寺(現在：日蓮宗本山)
- 本山大成山本立寺(現在：日蓮宗本山)
- 本山龍水山海長寺(現在：日蓮宗本山)
- 本山貞松山蓮永寺(現在：日蓮宗本山)
- 本山青龍山本覚寺(現在：日蓮宗本山)
- 本山徳栄山妙法寺(現在：日蓮宗本山)
- 本山大野山本遠寺(現在：日蓮宗本山)
- 本山法王山妙法寺(現在：日蓮宗本山)
- 本山塚原山根本寺(現在：日蓮宗本山)
- 本山妙法華山妙照寺(現在：日蓮宗本山)
- 本山蓮華王山妙宣寺(現在：日蓮宗本山)
- 本山金栄山妙成寺(現在：日蓮宗本山)
- 本山法鏡山妙伝寺(現在：日蓮宗本山)
- 本山聞法山頂妙寺(現在：日蓮宗本山)
- 本山叡昌山本法寺(現在：日蓮宗本山)
- 本山広布山本満寺(現在：日蓮宗本山)
- 本山具足山妙覚寺(現在：日蓮宗本山)
- 本山具足山立本寺(現在：日蓮宗本山)
- 本山広普山妙國寺(現在：日蓮宗本山)
- 本山白雲山報恩寺(現在：日蓮宗本山)
- 本山自昌山國前寺(現在：日蓮宗本山)
- 本山松尾山光勝寺(現在：日蓮宗本山)
- 御由緒寺院瑞龍寺(現在：村雲御所瑞龍寺)

##### 旧・顕本法華宗（総本山1、別格山8）
- 総本山妙塔山妙満寺(現在：顕本法華宗総本山)
- 別格山宝塔山妙法寺(現在：顕本法華宗別格山)
- 別格山宝光山妙國寺(現在：日蓮宗本山)
- 別格山鳳凰山天妙國寺(現在：顕本法華宗別格山)
- 別格山経王山本光寺(現在：単立)
- 別格山法華山本興寺(現在：日蓮宗本山)
- 別格山本立山玄妙寺(現在：日蓮宗本山)
- 別格山延兼山妙立寺(現在：日蓮宗本山)
- 別格山妙泉山寂光寺(現在：顕本法華宗別格山)

##### 旧・本門宗（大本山7）
- 大本山中谷山妙本寺(現在：単立)
- 大本山東光山實成寺(現在：日蓮宗本山)
- 大本山富士山本門寺(現在：日蓮宗大本山)
- 大本山富士山本門寺(現在：単立)
- 大本山富士山久遠寺(現在：日蓮宗本山)
- 大本山富士山妙蓮寺(現在：日蓮正宗本山)
- 大本山富士山要法寺(現在：日蓮本宗本山)

### 宗務院

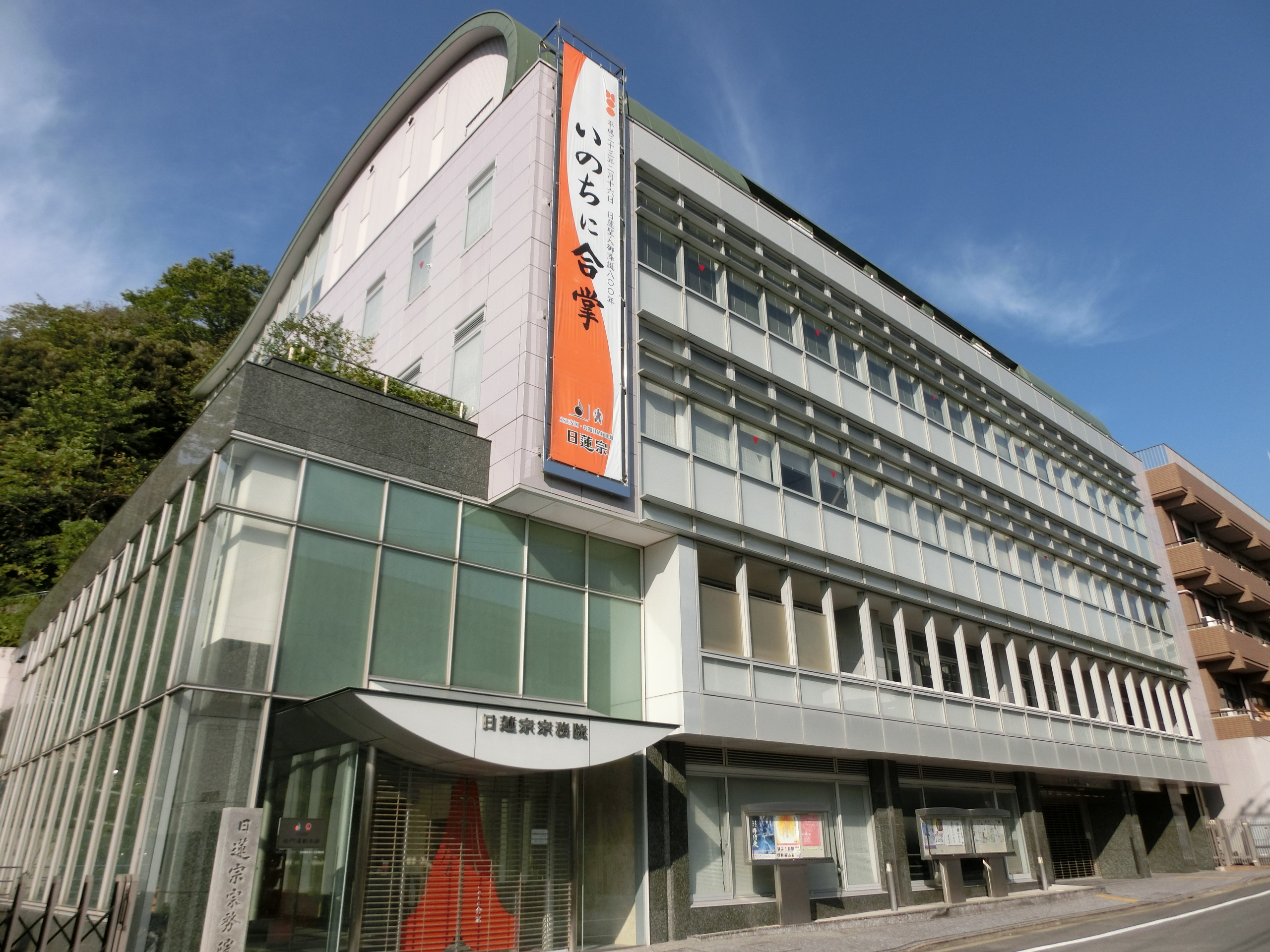
宗務院

東京都大田区池上1-32-15、本門寺敷地内に所在する。

#### 内局
※ 日蓮宗の行政府。現在の内局は以下の通り。
- 宗務総長：田中恵紳(宗会議員)
- 伝道局長：柳下俊明(宗会議員)
- 総務局長：光岡潮慶(宗会議員)
- 伝道部長：長谷川雄一(宗会議員)
- 教務部長：川久保光隆(宗会議員)
- 総務部長：畑　栄明(宗会議員)
- 財務部長：笠井照栄(宗会議員)
- 宗務総長室長：秋山文裕(宗会議員)
- 日蓮宗現代宗教研究所所長：赤堀正明
- 参与(什師会)：渡邉義生(本山本立山玄妙寺貫首)
- 参与(興統会)：田中智海(本山東光山實成寺貫首)

#### 宗会
日蓮宗の立法府。選挙区選出の43名に参与推薦の2名を加えた45名で構成されている。
会派として同心会、明和会がある。現在の宗会議員は以下の通り。
※ 選挙区、氏名、住職寺院、会派の順。
- 第 1区(東京東部)、持田貫信、葛飾区本久寺、同心会
- 第 2区(東京西部)、池田順覚、世田谷区玉川寺、同心会
- 第 3区(東京南部)、小松浄貴、渋谷区法雲寺、同心会
- 第 4区(東京北部)、渡邉彰良、足立区法立寺、同心会
- 第 5区(神奈川1部)、柳下俊明、横浜市妙蓮寺、同心会
- 第 6区(神奈川2部)、関　本城、藤沢市法善寺、同心会
- 第 7区(神奈川3部)、柴﨑惠就、平塚市宗圓寺、同心会
- 第 8区(千葉東部)、長谷川雄一、匝瑳市朗生寺、同心会
- 第 9区(千葉西部)、木村順誠、木更津市成就寺、同心会
- 第10区(千葉南部)、小泉輝泰、南房総市顕本寺、同心会
- 第11区(千葉北部)、舘岡壽宣、船橋市行法寺、同心会
- 第12区(埼玉、群馬)、松永慈弘、川口市實相寺、同心会
- 第13区(茨城、栃木)、齋藤順昭、宇都宮市妙正寺、同心会
- 第14区(山梨1部)、佐々木延雄、身延町山之坊、明和会
- 第15区(山梨2、3部)、渡邊一光、市川三郷町本照寺、明和会
- 第16区(山梨4部)、川久保光隆、笛吹市定林寺、明和会
- 第17区(静岡東部)、松井大英、下田市了仙寺、同心会
- 第18区(静岡中、西部)、笹津海道、沼津市妙海寺、明和会
- 第18区(静岡中、西部)、笠井照永、静岡市妙蓮寺、明和会
- 第19区(長野、岐阜)、小倉善光、塩尻市大乗寺、明和会
- 第20区(愛知名古屋、三河)、光岡潮慶、名古屋市栄立寺、明和会
- 第21区(愛知尾張、三重)、宮﨑貞悟、一宮市法蓮寺、明和会
- 第22区(新潟東、西、北部)、秋山文裕、刈羽村妙満寺、明和会
- 第23区(富山、石川1、2部)、栗原啓允、高岡市大法寺、明和会
- 第24区(福井中、南、北部)、綿谷即俊、越前市経王寺、明和会
- 第25区(京都1、2部)、鶏内泰覚、京都市常徳寺、明和会
- 第25区(京都1、2部)、藤田尚哉、京都市勝光寺、同心会
- 第26区(大阪市)、中川法政、四条畷市如在寺、同心会
- 第27区(大阪和泉、三島、豊能)、森川誠玄、高槻市一乗寺、明和会
- 第28区(滋賀、奈良、和歌山)、田中恵紳、和歌山市蓮心寺、明和会
- 第29区(兵庫東、西、北部)、川口久雄、神戸市護国寺、明和会
- 第30区(岡山)、北山孝治、岡山市妙楽寺、明和会
- 第31区(広島、山口)、松本恵行、福山市妙法寺、同心会
- 第32区(島根、鳥取)、山田光映、鳥取市本浄寺、明和会
- 第33区(四国四県)、橋田文妙、高知市要法寺、明和会
- 第34区(福岡)、佐野前延、うきは市本佛寺、明和会
- 第35区(熊本)、塩田義徹、熊本市正立寺、明和会
- 第36区(佐賀、長崎、大分、宮崎、鹿児島、沖縄)、宮本智昭、多久市妙海寺、明和会
- 第36区(佐賀、長崎、大分、宮崎、鹿児島、沖縄)、梶原一乗、西海市實相寺、明和会
- 第37区(福島、宮城、山形)、畑栄明、山形市浄光寺、同心会
- 第38区(岩手、秋田、青森)、木立随仁、青森県長延寺、明和会
- 第39区(北海道全区)、釋英義、旭川市妙法寺、同心会
- 第39区(北海道全区)、佐藤光則、札幌市日登寺、同心会
- 参与推薦(什師会)、田邉木蓮、佐倉市妙経寺、同心会
- 参与推薦(興統会)、安芸栄祥、米沢市妙円寺、同心会

### 大学
- 立正大学
- 身延山大学
- 文教大学
- 日本福祉大学
- 東京立正短期大学
- 大阪観光大学

### 研究機関
- 立正大学 法華経文化研究所 （日本語） 『法華文化研究』
- 立正大学　日蓮教学研究所 （日本語） 『日蓮教学研究所紀要』
- 身延山大学　東洋文化研究所 （日本語）
- 日蓮宗　現代宗教研究所 （日本語）
- 常圓寺日蓮仏教研究所
- 福神研究所

### 布教機関・新聞社
- 日蓮宗　ポータルサイト （日本語）
- 日蓮チャンネル（日蓮宗布教センター） （日本語）
- 布教専修師会 （日本語）
- 全国日蓮宗　青年会 （日本語）
- NOMA（日蓮宗　大阪市　布教師会） （日本語）

- 日蓮宗全国修法師会連合会
- 私設　日蓮宗　デジタル研究所（日蓮宗神明山立正寺内） （日本語）
- 日蓮宗新聞社 （日本語） - (東京都大田区池上)
- 世界に法華経を届ける動画制作編成配信局　Hokke.tv （日本語）

### 病院
- 身延山病院  （日本語）
- 立正診療院

### 歴史
1253年 (建長5年) 4月28日、日蓮が朝日に向かい「南無妙法蓮華経」と題目を唱えたのを始まり（立教開宗）とする。中世・近世における自称は法華宗であり 、ことに中世において日蓮宗は蔑称と捉えられる向きもあった。

#### 1872年（明治5年）成立の日蓮宗
近代では、1872年 (明治5年) 教部省布達「一宗一管長」制に基づいて成立した教団を端緒とする。これには、一致派の身延門流、比企谷門流、中山門流、日昭門流、四条門流、六条門流などの他、勝劣派全門流が合同。初代管長には顕日琳 (勝劣派・陣門流)が就任した 。この時、新居日薩(1874年(明治7年)、身延山久遠寺73世、日蓮宗一致派初代管長)らの活動で、身延山久遠寺(山梨・身延門流)、長栄山本門寺(東京池上・比企谷門流)、正中山法華経寺(千葉・中山門流)、具足山妙顕寺(京都・四条門流)、大光山本圀寺(京都・六条門流)、妙塔山妙満寺(京都・什門流)、長久山本成寺(越後・陣門流)を七大本山とする制度を実施した。しかし、これに京都要法寺を始めとする興門派及び八品派 や一致派本山から異論が噴出する。教部省に訴えた結果、七本山の企ては頓挫し、管長は一致派・勝劣派に拘らない年番交代となった。
その後1874年 （明治7年）3月、宗教行政の無理さや教義の違いから日蓮宗一致派と日蓮宗勝劣派に分かれたため、管長も各派別におくこととなる。前者は一致派全門流の合同教団となり、身延山久遠寺の新居日薩が初代管長に就任した。

#### 1876年（明治9年）成立の日蓮宗
1875年（明治8年）3月､ 日蓮宗一致派は、派名を廃し単称日蓮宗とする名称変更を、政府へ請願する｡ 同門他派を踏まえ一度は却下されるも、再三の働きかけにより､ 1876年（明治9年）2月、政府はこれを承認した。
対して勝劣派は分裂・解体し、一致勝劣二派制は崩壊。分裂後にも「日蓮宗」を冠する勝劣派も現れ始めるようになるが、後に「日蓮正宗」「顕本法華宗」などと名を改め、大半が「日蓮宗」を名乗らなくなる。

##### 大正時代の統合運動
大正時代の門下統合運動は、「学林」（ ＝ 僧侶の養成機関）問題により一致派の日蓮宗が離脱し、また勝劣派による統合も6宗派の個々の自律性を残すものであった。

##### 日蓮主義と過激派の台頭
日蓮宗系宗教団体である国柱会の田中智学は、日蓮思想と国家主義を融合させた日蓮主義を唱え、布教活動を展開し、石原莞爾をはじめとして第二次世界大戦の勃発に影響を与えた。日蓮への「立正大師」の大師号授与以降は、「愛国者日蓮」のイメージが形成されていく。日蓮の思想には、現実に仏国土を成立させるという思想があり（娑婆即寂光）、これが急進的な行動による世界変革を目指す活動に結びついた。
1932年（昭和7年）には井上日召率いる血盟団により血盟団事件が発生し井上準之助と團琢磨が暗殺され、1933年（昭和8年）にはかつて日蓮宗の急進派僧侶であった江川桜堂が結成した「日蓮会殉教衆青年党」による死のう団事件が発生して世間を騒がせた。1936年（昭和11年）には二・二六事件が発生するが、この理論的指導者として処刑された北一輝は佐渡出身の日蓮の信奉者であった。

#### 1941年（昭和16年）成立の日蓮宗
1939年（昭和14年）4月､宗教団体を戦争協力させることを目的として制定された｢宗教団体法｣ は、"統合運動"の様相を一変させることとなる。
この法律は仏教・神道・キリスト教の各宗教に対し、教団を国家権力下に管理するため宗派合同を求めるものであり、そして1940年（昭和15年）9月、同法第5条 を根拠として、政府は神道・仏教・キリスト教の各宗教界代表を招集。1941年（昭和16年）3月末日までに各宗派の自主的合同を終えるよう通達した｡
この通達を受け、1940年（昭和15年）12月、本門法華宗・法華宗・日蓮宗・本妙法華宗・顕本法華宗・本門宗・不受不施派・講門派の日蓮門下八派が出席する門下合同準備会の第一回委員会（委員長は日蓮宗の柴田一能）が開かれる。委員会は合同に賛成し、宗名・教義・本尊は特別委員会で決めることとなった。その後、3カ月間で、教義や管長推戴について比較的似通った主張をする宗派で合同する方向にまとまる。特別委員の苅谷日任が本迹問題から合同に反対したこともあって八派全ての合同はならず、1941年（昭和16年）3月、日蓮宗第37宗会は、日蓮宗・顕本法華宗・本門宗が各教団解散の上で対等合併する三派合同を承認し、宗名を日蓮宗とすることが決められた。

##### 戦後
三派合同が成ったものの、戦後には再び分派の動きが激しくなり、次々と分派教団が結成されることとなった。
この現状を憂いたのが国柱会の田中香浦で、日蓮が「立正安国論」を上書し700年となる1959年（昭和34年）に「世にあまた存在する聖祖門下教団がここに大同団結し、『立正安国論献諫』の意義をひろく世に顕彰する大会を盛大に開催し、もって御報恩に資すべきである」と提唱、日蓮を宗祖と仰ぐ11教団が賛同し「日蓮聖人門下懇話会」を結成した。1960年（昭和35年）には「日蓮聖人門下連合会」となり現在に至っている。日蓮聖人門下連合会は宗派の統合を目指すものではなく、「異体同心」として互いを認め合い緩やかに連携してゆく組織である。
連合会には法華宗本門流など勝劣派も含まれるが、日蓮正宗の関係は改善されておらず、日蓮正宗系の各宗派やその信徒団体を発祥とする創価学会などは加入していない。
寺院の離脱や復帰・改宗については以下の通り。
1953年(昭和28年)
単立寺院谷中宗林寺（台東区）、日蓮宗に復帰。
1957年(昭和32年)
単立寺院正中山遠寿院（市川市）、日蓮宗に復帰。
法華宗陣門流大久寺（小田原市）、日蓮宗に改宗。
1959年(昭和34年)
本派日蓮宗寂光寺（大津市）、日蓮宗に改宗。
1960年(昭和35年)
下条妙蓮寺旧末寺（忠正寺）が離脱し、日蓮正宗に合流。
妙見宗安国寺（宝塚市）、日蓮宗に改宗。
1963年(昭和38年)
単立寺院本山妙照寺、世尊寺（佐渡市）、本光寺（佐渡市）、日蓮宗に復帰
1964年(昭和39年)
法華宗本門流上行寺（富士吉田市）、日蓮宗に改宗。
1965年(昭和40年)
日蓮教団妙栄寺（大阪市）、日蓮宗に改宗。
妙法日慎宗日慎院（奈良県吉野郡吉野町）、日蓮宗に改宗。
1968年(昭和43年)
法華宗真門流本告寺（舞鶴市）、日蓮宗に改宗。
1972年(昭和47年)
中山妙宗が解散し、法華経寺他19か寺が日蓮宗に復帰。単立寺院になった宝晃寺（台東区）、正中山奥之院（市川市）、雄瀧弁天堂（山梨県南巨摩郡早川町）ものちに日蓮宗に復帰した。
本派日蓮宗妙蓮寺（大阪市）、日蓮宗に改宗。
1975年(昭和50年)
法華宗真門流最然寺（京都市）、日蓮宗に改宗。
1981年(昭和56年)
法華宗真門流恵光寺（大阪市）、日蓮宗に改宗。
日蓮宗最上教妙仙寺（宮若市）、日蓮宗に改宗。
1984年(昭和59年)
妙法宗護法寺（橿原市）、日蓮宗に改宗。
1986年(昭和61年)
本山修験宗長徳寺（南丹市）、日蓮宗に改宗。
2009年(平成21年)
最上稲荷教が解散し、妙教寺他8か寺が日蓮宗に復帰。
2010年(平成22年)
単立寺院正中山浄光院（市川市、法華経寺四院家）、日蓮宗に復帰。
2011年(平成23年)
単立寺院田中法光寺（東金市、妙満寺輪番上総十か寺）、日蓮宗に復帰。
2012年(平成24年)
単立寺院正中山陽雲寺（市川市）、日蓮宗に復帰。
2014年(平成26年)
法華宗真門流日照寺（泉南市）、日蓮宗に改宗。
2016年(平成28年)
単立寺院具足山妙本寺（米子市）、日蓮宗に復帰。
2017年(平成29年)
単立寺院満足山成就寺（木更津市）、打越山立源寺（袖ケ浦市）、日蓮宗に復帰。

## 歴代管長
1. 新居日薩
2. 石川日大
3. 釈日禎
4. 吉川日鑑
5. 新居日薩
6. 福田日耀
7. 吉川日鑑
8. 三村日修
9. 三村日修
10. 小林日董
11. 小林日董
12. 鶏渓日舜
13. 岩村日轟
14. 浜日運
15. 久保田日亀
16. 豊永日良
17. 梨羽日鐶
18. 旭日苗
19. 小泉日慈
20. 藤原日迦
21. 喜多村日修
22. 河合日辰
23. 磯野日筵
24. 杉田日布
25. 酒井日慎
26. 酒井日慎
27. 風間日法
28. 神保日慈
29. 望月日謙
30. 望月日謙
31. 酒井日慎
32. 井村日咸
33. 深見日円
34. 肉倉日道
35. 深見日円
36. 増田日遠
37. 増田日遠
38. 山田日真
39. 藤井日静
40. 藤井日静
41. 藤井日静
42. 金子日威
43. 望月日滋
44. 金子日威
45. 金子日威
46. 岩間日勇
47. 岩間日勇
48. 田中日淳
49. 藤井日光
50. 藤井日光
51. 酒井日慈
52. 内野日総
53. 内野日総
54. 菅野日彰
55. 菅野日彰